# Volbers Hünensteine
Volbers Hünensteine (Sprockhoff-Nr. 842 – auch Hüven-Nord genannt) ist eine gut erhaltene Megalithanlage in einer ausschließlich bei Emsländischen Kammern vorkommenden ovalen Einfassung.

## Beschreibung
Die Megalithanlage aus der Jungsteinzeit wurde von der Trichterbecherkultur (TBK) zwischen 3500 und 2800 v. Chr. errichtet.
Die 15 Meter lange Kammer des Ganggrabes, dessen Zugangsteine nicht erhalten sind, liegt 500 Meter nördlich von Hüven im Landkreis Emsland in Niedersachsen. Die mittig 1,5 Meter breite, sich zu beiden Enden hin auf einen Meter verjüngende Anlage wird von 25 Tragsteinen gebildet, auf denen noch acht der einst elf oder zwölf Decksteine ruhen. Die 22 × 10 Meter breite Einfassung der ost-west orientierten Anlage ist auf der Nordseite leicht verschoben, jedoch noch nahezu vollständig erhalten. Die Anlage der Westgruppe der Trichterbecherkultur entstand zwischen 3500 und 2800 v. Chr.

## Hüven-Süd
Etwa einen Kilometer südlich von Hüven liegt, in den Resten eines 22 × 16 Meter messenden Hügels, nahe der Straße nach Lähden ein weiteres Ganggrab (Sprockhoff-Nr. 843 – auch Hüven Süd genannt). Neun teilweise versetzte Trag- und drei in situ befindliche Decksteine bilden die fünf mal zwei Meter große Kammer. In Nähe befinden sich zehn bis zu einem Meter hohe Hügelgräber. 